# باول إل. فريمان جونيور
باول إل. فريمان جونيور (بالإنجليزية: Paul L. Freeman, Jr.)‏ هو عسكري أمريكي، ولد في 29 يونيو 1907 في الفلبين، وتوفي في 17 أبريل 1988 في مونتيري في الولايات المتحدة.

## وصلات خارجية
- باول إل. فريمان جونيور على موقع مونزينجر (الألمانية)